# Каа-Хемский кожуун
Каа́-Хе́мский кожуун (тув. Каа-Хем кожуун) — административно-территориальная единица и муниципальное образование (муниципальный район) в составе Республики Тыва Российской Федерации.
Административный центр — село Сарыг-Сеп.

## История
В административном отношении в 18 веке Тува была разделена на 4 хошуна (кожууна). Хошуны и сумоны назывались, как правило, по наименованию наиболее значительных, входящих в их состав родоплеменных групп (Салчакский, Оюнарский и др.) и лишь в отдельных случаях титулы их первоначальных правителей (Бейсэ-хошун).
Каа-Хемский кожуун назывался Салчакским, а управлял им зайсан Эринчин. Кочевья Салчакского хошуна находились по северную сторону Тану-Ольс, по рекам Бурень, Эржей, Шивей, Улуг-Шивей, Эрзин, Кызыл-Суглуг, Баян-гол, частью на правобережье Каа-Хема по Бурен-Хему, Базин-оглу, Мергену и в районе озера Тере-Холь. Хошун делился на 4 сумона: Салчак, Байкара, Кыргыз, Хол. Кроме этих племенных названий, отельные группы населения хошуна, называли себя именами: салчак, оолет, иргит, соян, хуюк (хояк), балыкчы, хертек, кыргыз, мунгат, херсит, баяут.
В конце XIX начале XX века прибывшие в Туву многие русские переселенцы начинают осваивать земли вдоль реки Каа-Хем. «Каа-Хем» по-тувински значит: «Маленькая река», «Малый Енисей». Возможно поэтому, среди русских переселенцев и в документах Русской самоуправляющейся трудовой колонии в Туве, Каа-Хемский кожуун назывался Мало-Енисейским.
В кожууне было свыше десятки русских сел и поселений:
- Хлебников
- Максимовка
- Грязнуха
- Даниловка
- Бояровка
- Макеевка
- Медведевка
- Шан
- Федоровское
- Щербаковское
- Знаменка (сейчас село Сарыг-Сеп).

Знаменка была одним из крупнейших сел в Туве. Заимок было меньше десятка: Барун-Хемчикский, Каа-Хемский и др.
В августе 1921 года в местечке Суг-Бажи (село Кочетово) состоялся Всетувинский Учредительный Хурал. На Учредительном Хурале была провозглашена независимость ТНР и утверждена конституция, а также был решен вопрос административного деления Тувы. Было узаконено 7 хошунов: Оюнарский, Даа-хошун, Бейсе-хошун, Маады, Салчакский и др.
Новое административное деление Тувы было установлено на I Великом Хурале ТНР, который состоялся 20 сентября 1923 года в городе Кызыле. Произошло уничтожение старого деления края по признаку феодально-уделенных владений. Взамен существовавших с 1921 года 7 хошунов было образовано 6 (Хемчикский, Улуг-Хемский, Тес-Хемский, Салчакский и др.). За исключением Салчакского, всем остальным хошунам были присвоены наименования по территориально-географическим признакам.
После вхождения Тувы в состав СССР 7 августа 1945 года было утверждено новое административное деление республики. Хошуны стали районами, и при этом Салчакский хошун был переименован в Каа-Хемский район.

## География
Площадь кожууна — 25700 км² (второй по площади кожуун республики).
Расстояние от Кызыла до с. Сарыг-Сеп:
- наземным путем - 89 км.
- воздушным путем - 80 км.
- водным - 106 км.

Главная река Малый Енисей (Каа-Хем). Крупнейшие притоки: Бурен, Дерзиг.
Кожуун находится на востоке Тувы и граничит:
- на юге с Эрзинским и Тере-Хольским кожуунами,
- на севере — с Тоджинским, Пий-Хемским кожуунами,
- на северо-западе — с Кызыльским кожууном,
- на востоке — с Бурятией и Монголией.

Каа-Хемский кожуун приравнен к районам Крайнего Севера.

## Административное деление
Административно кожуун разделён на 7 сумонов.
Фактически все населённые пункты находятся в долинах Каа-Хема: Суг-Бажи — в прошлом Советская Тува, Бурен-Хем — Зубовка, Кундустуг — Фёдоровка, Копту-Аксы — Бояровка, Кок-Хаак — Медведевка, Сарыг-Сеп, Дерзиг-Аксы — Даниловка, Бурен-Аксы — Грязнуха, Сизим, Эржэй, курорт Уш-Бельдир и Бурена: Авыйган, Бурен-Бай-Хаак, Ильинка.

## Население
| 1990    | 2000    | 2002    | 2004    | 2005    | 2006    | 2007    | 2008    | 2009    |
| ------- | ------- | ------- | ------- | ------- | ------- | ------- | ------- | ------- |
| 15 001  | ↘13 527 | ↘13 071 | ↘12 857 | ↘12 642 | ↘12 588 | ↗12 678 | ↗12 720 | ↗12 738 |
| 2010    | 2011    | 2012    | 2013    | 2014    | 2015    | 2016    | 2017    | 2018    |
| ↘12 279 | ↗12 286 | ↘12 157 | ↗12 179 | ↘12 154 | ↘12 048 | ↘11 949 | ↘11 902 | ↗11 936 |
| 2019    | 2020    | 2021    |         |         |         |         |         |         |
| ↘11 912 | ↗11 916 | ↗12 337 |         |         |         |         |         |         |

### Национальный состав
На 2009 год подавляющее большинство — тувинцы.

## Территориальное устройство
В Каа-Хемском кожууне 11 сумонов (сельских поселений):
| №  | Сумон (сельское поселение) | Административный центр | Количество населённых пунктов | Население | Площадь, км2 |
| -- | -------------------------- | ---------------------- | ----------------------------- | --------- | ------------ |
| 1  | Бояровский                 | село Бояровка          | 1                             | ↗632      | 455,82       |
| 2  | Бурен-Бай-Хаакский         | село Бурен-Бай-Хаак    | 2                             | ↘1186     | 422,06       |
| 3  | Бурен-Хемский              | село Бурен-Хем         | 1                             | ↗1038     | 440,13       |
| 4  | Дерзиг-Аксы                | село Дерзиг-Аксы       | 1                             | ↗1020     | 101,01       |
| 5  | Ильинский                  | село Ильинка           | 1                             | ↗813      | 597,10       |
| 6  | Кок-Хаакский               | село Кок-Хаак          | 1                             | ↘399      | 455,82       |
| 7  | Кундустугский              | село Кундус-Туг        | 2                             | ↗628      | 422,89       |
| 8  | Сарыг-Сепский              | село Сарыг-Сеп         | 2                             | ↘4139     | 144,62       |
| 9  | Сизимский                  | село Сизим             | 4                             | ↗816      | 241,50       |
| 10 | Суг-Бажынский              | село Суг-Бажы          | 1                             | ↘748      | 641,07       |
| 11 | Усть-Буренский             | село Усть-Бурен        | 1                             | ↗517      | 430,89       |

### Населённые пункты
В Каа-Хемском кожууне 17 населённых пунктов 
| №  | Населённый пункт | Тип     | Население    | Сумон (сельское поселение) |
| -- | ---------------- | ------- | ------------ | -------------------------- |
| 1  | Авыйган          | посёлок | ↘427 (2010)  | Бурен-Бай-Хаакский         |
| 2  | Бай-Соот         | арбан   | ↘0 (2010)    | Кундустугский              |
| 3  | Бояровка         | село    | ↘616 (2021)  | Бояровский                 |
| 4  | Бурен-Бай-Хаак   | село    | ↘792 (2010)  | Бурен-Бай-Хаакский         |
| 5  | Бурен-Хем        | село    | ↘1015 (2021) | Бурен-Хемский              |
| 6  | Дерзиг-Аксы      | село    | ↘1008 (2021) | Дерзиг-Аксы                |
| 7  | Ильинка          | село    | ↗827 (2021)  | Ильинский                  |
| 8  | Катазы           | арбан   | 58 (2010)    | Сизимский                  |
| 9  | Кок-Хаак         | село    | ↘391 (2021)  | Кок-Хаакский               |
| 10 | Кундус-Туг       | село    | ↘649 (2010)  | Кундустугский              |
| 11 | Мерген           | посёлок | ↘47 (2021)   | Сарыг-Сепский              |
| 12 | Сарыг-Сеп        | село    | ↘4174 (2021) | Сарыг-Сепский              |
| 13 | Сизим            | село    | ↘345 (2010)  | Сизимский                  |
| 14 | Суг-Бажы         | село    | ↗778 (2021)  | Суг-Бажынский              |
| 15 | Усть-Ужеп        | арбан   | ↗168 (2010)  | Сизимский                  |
| 16 | Усть-Бурен       | село    | ↘512 (2021)  | Усть-Буренский             |
| 17 | Эржей            | арбан   | ↗232 (2010)  | Сизимский                  |

## Транспорт
С остальной республикой кожуун связывают две дороги: одна «Сарыг-Сеп—Кызыл», имеющая мост через Каа-Хем, вторая «Сарыг-Сеп—Балгазын», включающая паромную переправу в деревне Дерзиг—Аксы и недоступная в осенне-весенний период. На территории кожууна начинается дорога в Тоджу до Тоора-Хема, находящаяся сейчас на стадии строительства.

## Достопримечательности
Кожуун является одной из популярных туристических зон республики. Малый Енисей с притоком Балыктыг-Хемом привлекают своими порогами. В среднем течении Малого Енисея, вверх по течению от Сарыг-Сепа, расположены поселения староверов Эржей, Ужеп, Унжей, Шивей и более мелкие. Самое крупное — Эржей. Здесь староверы практически не изменили свой уклад жизни, но близко общаются с внешним миром. Выше по течению расположены более закрытые мелкие поселения. Отдельные из них — скиты.
Самое крупное поселение староверов — Сизим. Оно же является центром (своеобразным перевалочным пунктом), откуда можно добраться в другие поселения и местечки.